# نبرد کوکب الهوا
نبرد کوکب هوا (به لاتین: Battle of Belvoir Castle)، نبردی است در سال ۱۱۸۲ بین صلاح‌الدین و بالدوین چهارم که در آخر منجر به قرارداد ترک مخاصمه به مدتی مشخص بین مسلمانان و صلیبیون شد.